# Quantificació vectorial d'aprenentatge
En informàtica, la quantificació vectorial d'aprenentatge (amb acrònim anglès LVQ) és un algorisme de classificació supervisada basat en prototips. LVQ és la contrapartida supervisada dels sistemes de quantificació vectorial. LVQ es pot entendre com un cas especial d'una xarxa neuronal artificial, més precisament, aplica un enfocament basat en l'aprenentatge de Hebbian que s'emporta tot el guanyador. És un precursor dels mapes autoorganitzats (SOM) i relacionat amb el gas neural, i amb l'algorisme k-nearest neighbor (k-NN). LVQ va ser inventat per Teuvo Kohonen.
Un sistema LVQ està representat per prototips {\displaystyle W=(w(i),...,w(n))} que es defineixen a l'espai de característiques de les dades observades. En els algorismes d'entrenament del guanyador, es determina, per a cada punt de dades, el prototip més proper a l'entrada segons una mesura de distància determinada. A continuació s'adapta la posició d'aquest prototip anomenat guanyador, és a dir, s'acosta el guanyador si classifica correctament el punt de dades o s'allunya si classifica el punt de dades incorrectament.
Un avantatge de LVQ és que crea prototips que són fàcils d'interpretar per als experts en el domini d'aplicació respectiu. Els sistemes LVQ es poden aplicar a problemes de classificació multiclasse de manera natural.
Un tema clau en LVQ és l'elecció d'una mesura adequada de distància o similitud per a l'entrenament i la classificació. Recentment, s'han desenvolupat tècniques que adapten una mesura de distància parametritzada en el curs de l'entrenament del sistema, vegeu p. (Schneider, Biehl i Hammer, 2009) i les referències que hi ha.
L'algorisme consta de tres passos bàsics. L'entrada de l'algoritme és:
- quantes neurones tindrà el sistema (en el cas més simple és igual al nombre de classes)
- quin pes té cada neurona per
- l'etiqueta corresponent a cada neurona
- quina velocitat aprenen les neurones
- i una llista d'entrada que conté tots els vectors dels quals ja es coneixen les etiquetes (conjunt d'entrenament).

El flux de l'algorisme és:
1. Per a la propera entrada {\displaystyle {\vec {x}}} (amb etiqueta) en trobar la neurona més propera {\displaystyle d({\vec {x}},{\vec {w_{m}}})=\min \limits _{i}{d({\vec {x}},{\vec {w_{i}}})}}, és a dir, on d és la mètrica utilitzada (euclidiana, etc.).
2. Actualització de {\displaystyle {\vec {w_{m}}}}. Una millor explicació de {\displaystyle {\vec {w_{m}}}} és obtenir més a prop de l'entrada {\displaystyle {\vec {x}}}, si {\displaystyle {\vec {x}}} i {\displaystyle {\vec {w_{m}}}} pertanyen a la mateixa etiqueta i separa'ls més si no. {\displaystyle {\vec {w_{m}}}\gets {\vec {w_{m}}}+\eta \cdot \left({\vec {x}}-{\vec {w_{m}}}\right)} si {\displaystyle c_{m}=y} o {\displaystyle {\vec {w_{m}}}\gets {\vec {w_{m}}}-\eta \cdot \left({\vec {x}}-{\vec {w_{m}}}\right)} si {\displaystyle c_{m}\neq y}
3. Mentre queden vectors cal anar al pas 1, sinó finalitzar.